# Хазанское муниципальное образование
Хазанское муниципальное образование — сельское поселение в Зиминском районе Иркутской области Российской Федерации.
Административный центр — посёлок Центральный Хазан.

## История
Статус и границы сельского поселения установлены Законом Иркутской области от 16 декабря 2004 года № 102-оз «О статусе и границах муниципальных образований Зиминского района Иркутской области».

## Население
| 2010  | 2011  | 2012  | 2013  | 2014  | 2015  | 2016  |
| ----- | ----- | ----- | ----- | ----- | ----- | ----- |
| 1674  | ↘1673 | ↗1733 | ↗1782 | ↘1768 | ↘1756 | ↘1715 |
| 2017  |       |       |       |       |       |       |
| ↘1662 |       |       |       |       |       |       |

По результатам Всероссийской переписи населения 2010 года
численность населения муниципального образования составила 1674 человека, в том числе 826 мужчин и 848 женщин.

## Состав сельского поселения
| № | Населённый пункт  | Тип населённого пункта          | Население |
| - | ----------------- | ------------------------------- | --------- |
| 1 | Боровое           | участок                         | ↗131      |
| 2 | Трактовый         | участок                         | ↘87       |
| 3 | Урункуй           | участок                         | ↘119      |
| 4 | Центральный Хазан | посёлок, административный центр | ↗1396     |

Исчезнувшие населённые пункты:
- Красный Бор (в настоящий момент крестьянско-фермерское хозяйство)
- Кузьмичёвский
- Павловский
- Варваринск [11]